# Miele (azienda)
La Miele & Cie. KG (pronuncia tedesca: [ˈmiːlə]) è un'azienda produttrice di elettrodomestici con sede a Gütersloh, in Germania.

## Storia
L'azienda fu fondata il 1º luglio 1899 a Herzebrock da due soci, Carl Miele (1869-1938, che diede il nome alla società) e Reinhard Zinkann (1864-1939). L'attività si svolgeva in un'ex segheria con un organico di 11 lavoratori ed ebbe inizio con la costruzione di centrifughe per il latte e successivamente di zangole a motore elettrico. Nel 1900, utilizzando lo stesso principio di funzionamento, realizzò la sua prima lavatrice. Nel 1907 l'azienda arrivò a occupare 60 addetti e trasferì la sua sede e la sua produzione in uno stabilimento nella vicina Gütersloh, e dal 1911 avviò la produzione di biciclette. Dal 1912 al 1916, grazie all'enorme successo, la società iniziò a produrre automobili, come le K1, K2 e K3; tuttavia, a causa dell'elevata esigenza di capitale, la produzione automobilistica venne subito abbandonata. Miele divenne in quel periodo la più grossa azienda del settore in Germania e nel 1916 creò un nuovo stabilimento a Bielefeld.
Nel 1927, l'azienda tedesca avviò la produzione di aspirapolvere, mentre nel 1929 realizzò la prima lavastoviglie di costruzione europea e nel 1933 i frigoriferi elettrici per uso professionale. Negli anni trenta, Miele divenne il primo costruttore di centrifughe in Europa.
In seguito, con lo scoppio della seconda guerra mondiale, l'azienda mutò tipo di produzione e costruì componenti per i siluri utilizzati dalla Kriegsmarine.
Dopo la riforma monetaria del giugno  1948 venne ripresa la produzione di elettrodomestici. 
Negli anni sessanta-settanta proseguì il periodo di sviluppo ed espansione, con la creazione di altri stabilimenti, l'ampliamento della produzione alle cucine e la creazione di molte filiali nei paesi europei.

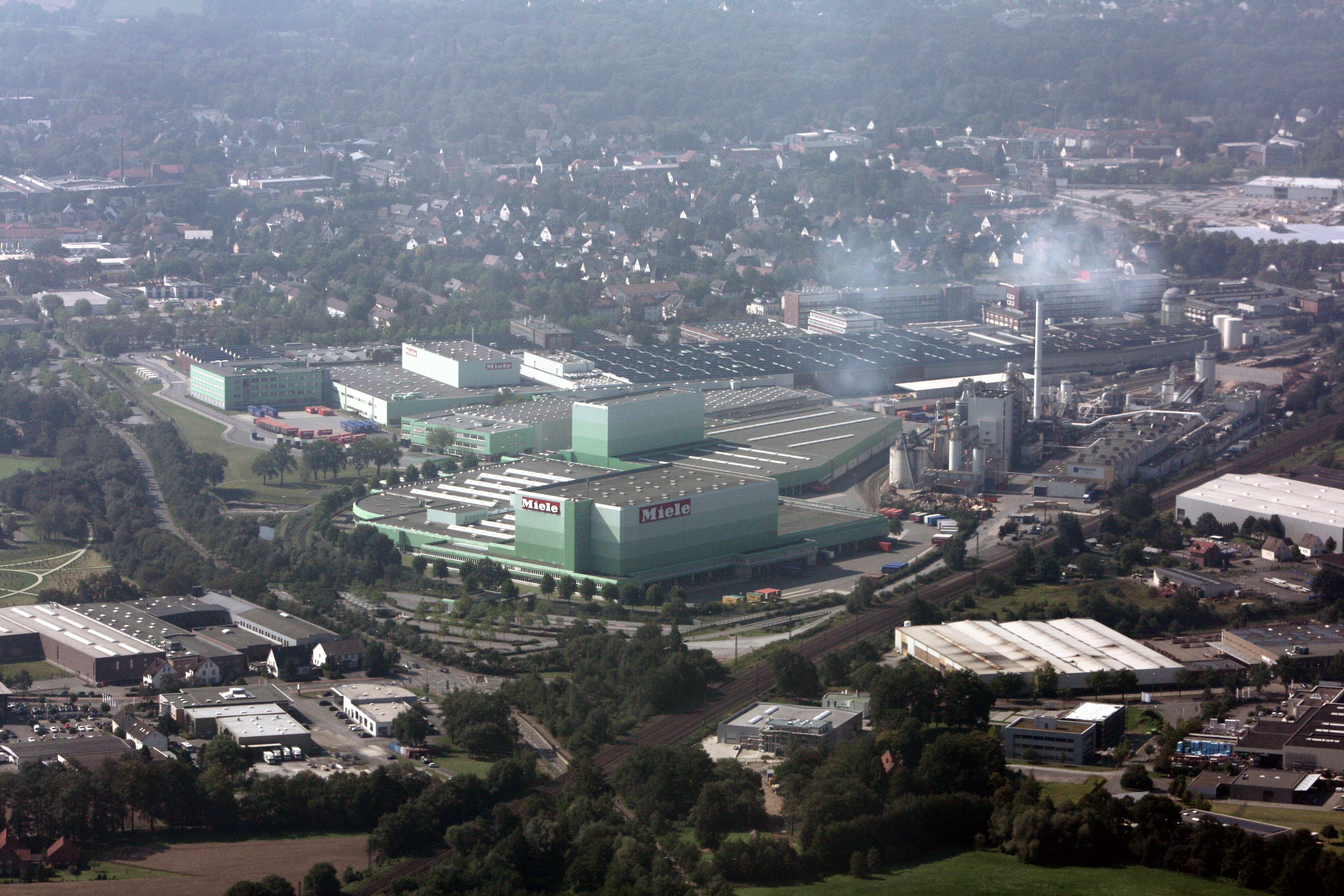
Lo stabilimento Miele a Gütersloh

Nel 1986 acquisì e assorbì la Cordes, azienda dello stesso settore, e vi iniziò la produzione dei forni a microonde. Nel 1990 Miele assorbì Imperial, un'azienda specializzata nella produzione di apparecchiature da incasso e grandi impianti di cucina. Nello stesso periodo, con l'unificazione delle due Germanie, riaprì la filiale nel territorio della ex Repubblica Democratica Tedesca, creata a Lipsia nel 1932 e chiusa durante la guerra fredda, e creò altre filiali in altre parti del mondo.
Nel 2005 la divisione dedicata alla produzione di mobili da cucina è stata ceduta al gruppo svizzero degli elettrodomestici AFG Arbonia-Forster-Holding.
Miele possiede numerose filiali sparse in tutto il mondo; la produzione avviene negli stabilimenti situati principalmente in Germania, ma anche in altri paesi come la Repubblica Ceca e la Romania. L'azienda ha una quota di mercato in Germania pari al 28% ed è tra le prime nei Paesi Bassi, in Belgio e Svizzera. Nel anno finanziario 2014/2015 Miele ha registrato un fatturato di 3,49 miliardi di euro, con una crescita di 267 milioni di euro, pari all'8,3% rispetto al biennio precedente.
La società è gestita dai pronipoti dei due fondatori, il vicepresidente Markus Miele e l'amministratore delegato Reinhard Zinkann Junior.
In Italia Miele creò nel 1961 la prima filiale a Bolzano, la Miele Italia S.r.l., che successivamente, nel 1984, è stata spostata a San Michele Appiano.

## Prodotti
L'azienda produce un'ampia gamma di elettrodomestici tra i quali lavastoviglie, lavatrici, asciugatrici, frigoriferi, forni elettrici, aspirapolvere, macchine da caffè, congelatori, cappe aspiranti, piani cottura e cantine refrigerate per il vino.

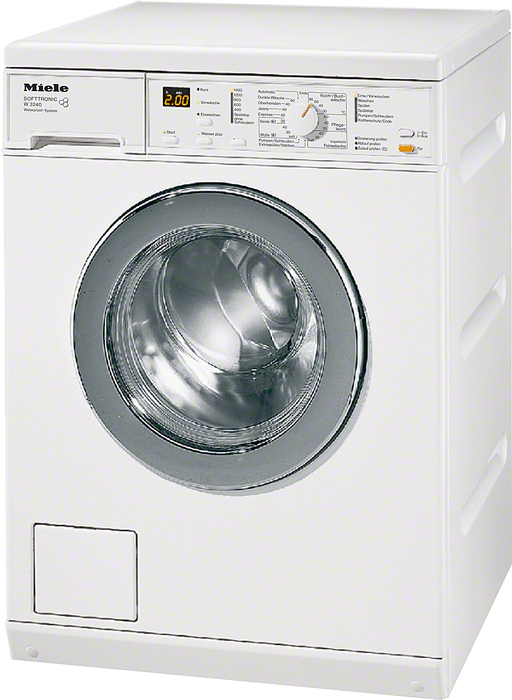
Una lavatrice Miele W3240
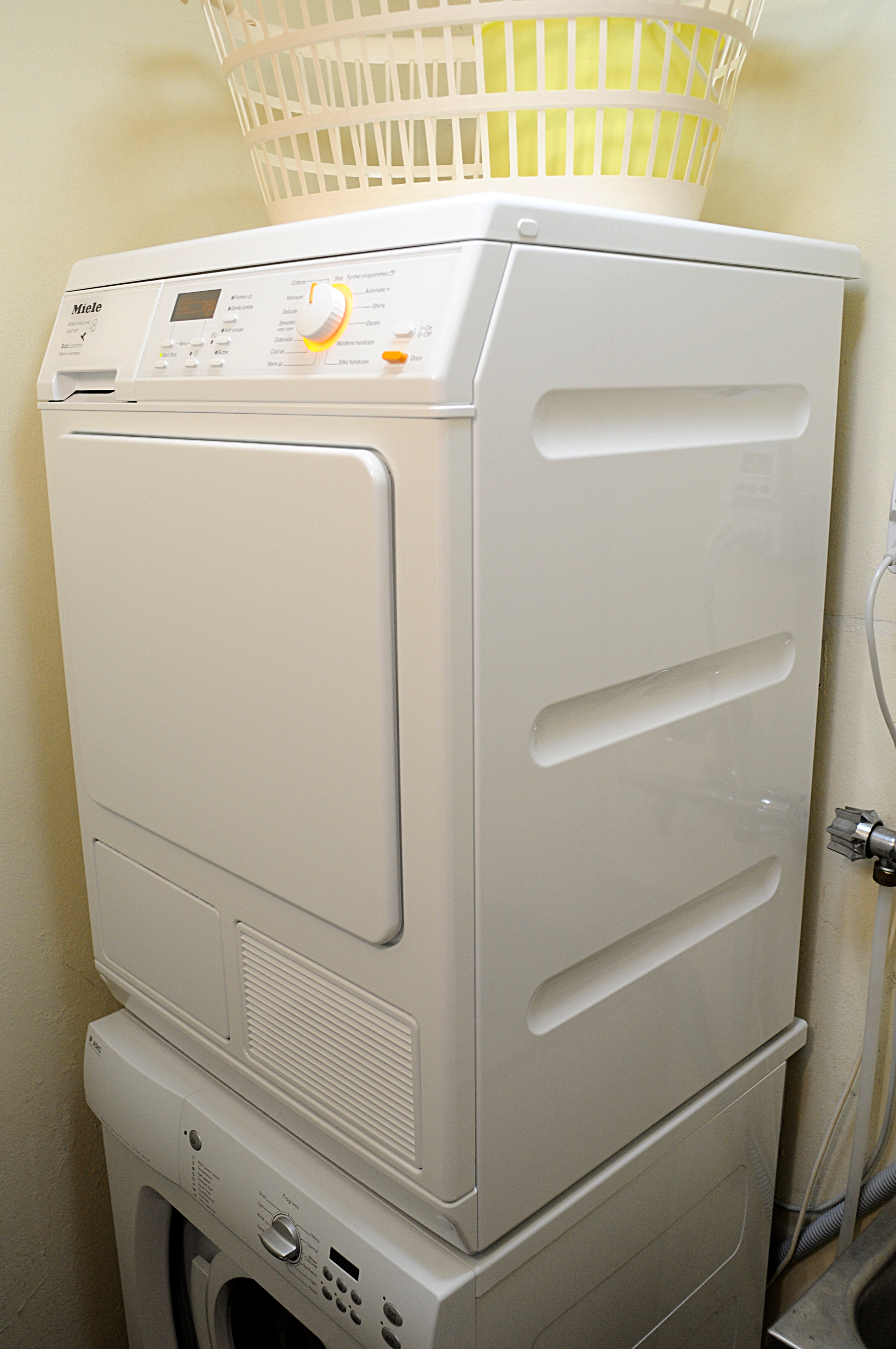
Un'asciugatrice Miele T8627WP
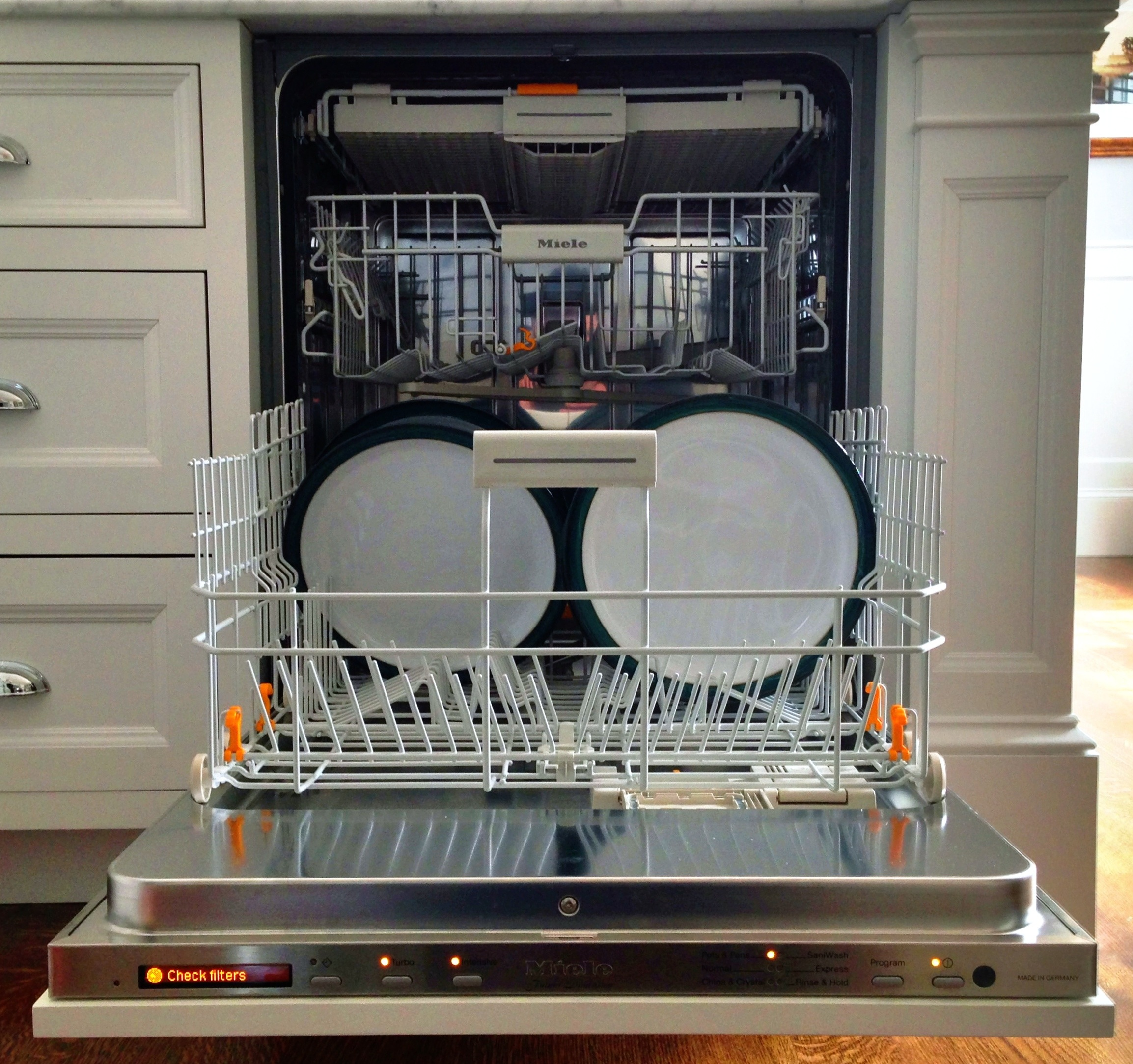
Una lavastoviglie Miele
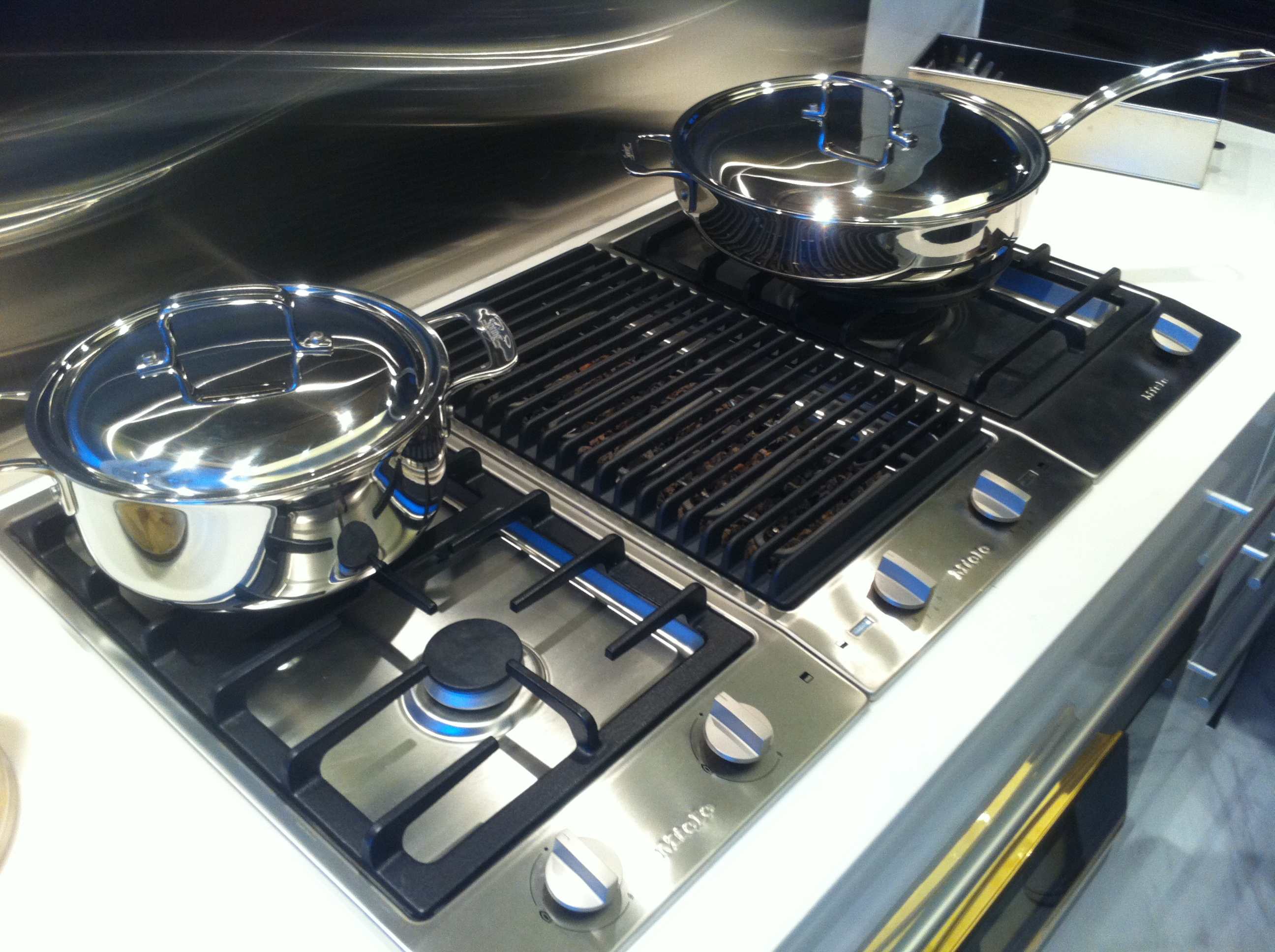
Un piano cottura Miele
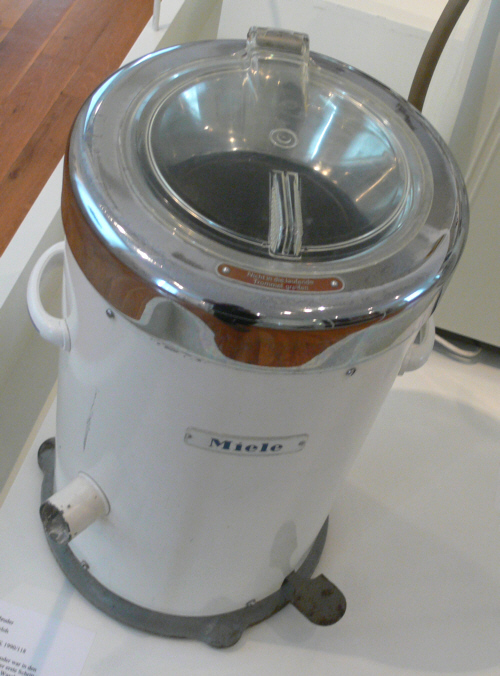
Un centrifugatore Miele

## Premi e riconoscimenti
Dal 2007 e per 9 anni consecutivi, Miele si è aggiudicata i prestigiosi premi Red Dot Design Award e IF Product Design Award per il design dei propri prodotti. L'azienda ha inoltre riscosso numerosi riconoscimenti da parte di associazioni di consumatori tedesche.